# European Kendo Federation
La European Kendo Federation (EKF) è la federazione sportiva internazionale che si occupa di promuovere e diffondere Kendō, Iaidō e Jodo a livello europeo. Riunisce federazioni sia europee sia, in netta minoranza, africane ed asiatiche (medio oriente).
La EKF è membro della International Kendo Federation (FIK) e, in quanto tale, è riconosciuta dalla All Japan Kendo Federation (AJKF), la federazione nazionale giapponese, leader indiscussa nel mondo per le discipline promosse.

## Federazioni affiliate
Alla EKF sono affiliate 44 federazioni di cui 36 europee, 5 africane e 3 asiatiche.
Legenda:
- 🔵: affiliato alla EKF ma non direttamente alla FIK
- 🟢: partecipa all'Africa Kendo Network

### Federazioni europee
- Austria: Austrian Kendo Association (AKA)[1]
- Belgio: All Belgium Kendo Federation (ABKF)[2]
- Bulgaria: Bulgarian Kendo Federation (BKF)[3]
- Croazia: Croatian Kendo Association (CKA)[4]
- Danimarca: Danish Kendo Federation (DKF)[5]
- Estonia: Estonian Kendo Federation (EsKF)[6] 🔵
- Finlandia: Finnish Kendo Association (FKA)[7]
- Francia: Comité National de Kendo & DR (CNKDR)[8]
- Georgia: Georgian National Kendo, Iaido and Jodo Federation (GNKF)[9] 🔵
- Germania: Deutscher Kendo Bund e. V. (DKenB)[10]
- Grecia: Hellenic Kendo Iaido Naginata Federation (HKINF)[11]
- Irlanda: Kendo na hÉireann (KnhÉ)[12]
- Italia: Confederazione Italiana Kendo (CIK) [13]
- Lettonia: Latvian Kendo Federation (LKF)[14]
- Lituania: Lithuanian Kendo Association (LKA)[15]
- Lussemburgo: Fédération Luxembourgeoise des Arts Martiaux (FLAM)[16]
- Macedonia del Nord: Macedonian Kendo - Iaido Federation (MKIF)[17]
- Malta: Maltese Kendo Federation (MKF)[18]
- Moldavia: The Kendo Federation of the Republic of Moldova (MDA) 🔵
- Montenegro: Montenegrin Kendo Federation (KSCG)[19]
- Norvegia: Norges Kendo Komitee (NKK)[20]
- Paesi Bassi: Nederlandse Kendo Renmei (NKR)[21]
- Polonia: Polski Zwiazek Kendo (PZK)[22]
- Portogallo: Associação Portuguesa de Kendo (APK)[23]
- Regno Unito: British Kendo Association (BKA)[24]
- Rep. Ceca: Czech Kendo Federation (CKF)[25]
- Romania: Asociatia Cluburilor de Kendo, Iaido si Jodo (ACKIJ)[26]
- Russia: Russian Kendo Federation (RKF)[27]
- Serbia: Serbian Kendo Federation (SKF)[28]
- Slovacchia: Slovak Kendo Federation (SKF)[29] 🔵
- Slovenia: Kendo Federation of Slovenia (KFSLO)[30]
- Spagna: Real Federación Española de Judo y Deportes Asociados (RFEJYDA)[31]
- Svezia: Svenska Kendoförbundet (SB&K)[32]
- Svizzera: Swiss Kendo + Iaido SJV / FSJ (SKI)[33]
- Turchia: Turkish Kendo Association (TKC)[34]
- Ucraina: Ukraine Kendo Federation (UKF)[35] 🔵
- Ungheria: Hungarian Kendo, Iaido and Jodo Federation (HKF)[36]

### Federazioni africane
- Madagascar: Fédération Malagasy de Kendo (FMKDA) 🔵 🟢
- Marocco: Fédération Royale Marocaine d’Aïkido, Iaido et Arts Martiaux (FRMAIAM)[37] 🔵 🟢
- Mozambico: Ass. de Kendo e Iaido de Mocambique (AKIMO) 🔵 🟢
- Sudafrica: South African Kendo Federation (SAKF)[38] 🟢
- Tunisia: Association Sportive de Kendo (ASK) 🟢

### Federazioni asiatiche
- Giordania: Jordan Kendo Federation (JKF) 🔵 🟢
- Israele: Israel Kendo & Budo Federation (IKBF)[39] 🔵 🟢

## Competizioni
La European Kendo Federation organizza competizioni a livello continentale di tutte e tre le discipline che promuove:
- European Kendo Championships (EKC)
- European Iaido Championships (EIC)
- European Jodo Championships (EJC)

I campionati del 2020 e del 2021 non sono stati disputati a causa della pandemia di COVID-19.

### European Kendo Championships
Gli European Kendo Championships (EKC) si tengono ogni anno in cui non vi sono i Campionati mondiali di kendo a partire dal 1974.
| Ediz. N. | Anno | Nazione            | Città            | Competizioni                                                                                        |
| -------- | ---- | ------------------ | ---------------- | --------------------------------------------------------------------------------------------------- |
| 1        | 1974 | Regno Unito        | Bletchley        | Maschile a squadre e individuale                                                                    |
| 2        | 1977 | Belgio             | Brussels         | Maschile a squadre e individuale                                                                    |
| 3        | 1978 | Francia            | Chambéry         | Maschile a squadre e individuale                                                                    |
| 4        | 1981 | Germania           | Berlin           | Maschile a squadre e individuale                                                                    |
| 5        | 1983 | Francia            | Chambéry         | Maschile a squadre e individuale                                                                    |
| 6        | 1984 | Belgio             | Brussels         | Maschile a squadre e individuale                                                                    |
| 7        | 1986 | Regno Unito        | London           | Maschile a squadre e individuale                                                                    |
| 8        | 1987 | Svezia             | Malmö            | Maschile a squadre e individuale                                                                    |
| 9        | 1989 | Paesi Bassi        | Amsterdam        | Maschile a squadre e individuale, Femminile individuale                                             |
| 10       | 1990 | Germania           | Berlin           | Maschile a squadre e individuale, Femminile individuale                                             |
| 11       | 1992 | Spagna             | Barcelona        | Maschile a squadre e individuale, Femminile individuale                                             |
| 12       | 1993 | Finlandia          | Turku            | Maschile a squadre e individuale, Femminile a squadre e individuale, Junior individuale             |
| 13       | 1995 | Regno Unito        | Glasgow          | Maschile a squadre e individuale, Femminile a squadre e individuale, Junior individuale             |
| 14       | 1996 | Ungheria           | Miskolc          | Maschile a squadre e individuale, Femminile a squadre e individuale, Junior individuale             |
| 15       | 1998 | Svizzera           | Basel            | Maschile a squadre e individuale, Femminile a squadre e individuale, Junior individuale             |
| 16       | 1999 | Francia            | Lourdes          | Maschile a squadre e individuale, Femminile a squadre e individuale, Junior individuale             |
| 17       | 2001 | Italia             | Bologna          | Maschile a squadre e individuale, Femminile a squadre e individuale, Junior individuale             |
| 18       | 2002 | Francia            | Nantes           | Maschile a squadre e individuale, Femminile a squadre e individuale, Junior individuale             |
| 19       | 2004 | Ungheria           | Budapest         | Maschile a squadre e individuale, Femminile a squadre e individuale, Junior individuale             |
| 20       | 2005 | Svizzera           | Bern             | Maschile a squadre e individuale, Femminile a squadre e individuale, Junior individuale             |
| 21       | 2007 | Portogallo         | Lisboa           | Maschile a squadre e individuale, Femminile a squadre e individuale, Junior a squadre e individuale |
| 22       | 2008 | Finlandia          | Helsinki         | Maschile a squadre e individuale, Femminile a squadre e individuale, Junior a squadre e individuale |
| 23       | 2010 | Ungheria           | Debrecen         | Maschile a squadre e individuale, Femminile a squadre e individuale, Junior a squadre e individuale |
| 24       | 2011 | Polonia            | Gdynia           | Maschile a squadre e individuale, Femminile a squadre e individuale, Junior a squadre e individuale |
| 25       | 2013 | Germania           | Berlin           | Maschile a squadre e individuale, Femminile a squadre e individuale, Junior a squadre e individuale |
| 26       | 2014 | Francia            | Clermont-Ferrand | Maschile a squadre e individuale, Femminile a squadre e individuale, Junior a squadre e individuale |
| 27       | 2016 | Macedonia del Nord | Skopje           | Maschile a squadre e individuale, Femminile a squadre e individuale, Junior a squadre e individuale |
| 28       | 2017 | Ungheria           | Budapest         | Maschile a squadre e individuale, Femminile a squadre e individuale, Junior a squadre e individuale |
| 29       | 2019 | Serbia             | Belgrade         | Maschile a squadre e individuale, Femminile a squadre e individuale, Junior a squadre e individuale |
| 30       | 2020 | Norvegia           | Kristiansand     | CANCELLATO                                                                                          |
| 31       | 2022 | Germania           | Frankfurt        | Maschile a squadre e individuale, Femminile a squadre e individuale, Junior a squadre e individuale |
| 32       | 2023 | Francia            | Beauvais         | Maschile a squadre e individuale, Femminile a squadre e individuale, Junior a squadre e individuale |

### European Iaido Championships
Gli European Iaido Championships (EIC) si svolgono ogni anno a partire dal 1993.
| Ediz. N. | Anno | Nazione     | Città            | Competizioni                             |
| -------- | ---- | ----------- | ---------------- | ---------------------------------------- |
| 1        | 1993 | Paesi Bassi | Sittard          | Individuale (Mudan - Godan), a squadre   |
| 2        | 1994 | Paesi Bassi | Sittard          | Individuale (Mudan - Godan), a squadre   |
| 3        | 1995 | Regno Unito | Warwick          | Individuale (Mudan - Godan), a squadre   |
| 4        | 1996 | Francia     | Paris            | Individuale (Mudan - Godan), a squadre   |
| 5        | 1997 | Germania    | Wentorf          | Individuale (Mudan - Godan), a squadre   |
| 6        | 1999 | Regno Unito | Brighton         | Individuale (Mudan - Godan), a squadre   |
| 7        | 2000 | Paesi Bassi | Sittard          | Individuale (Mudan - Godan), a squadre   |
| 8        | 2001 | Belgio      | Brussels         | Individuale (Mudan - Godan), a squadre   |
| 9        | 2002 | Paesi Bassi | Papendaal        | Individuale (Mudan - Godan), a squadre   |
| 10       | 2003 | Francia     | Paris            | Individuale (Mudan - Godan), a squadre   |
| 11       | 2004 | Svezia      | Stockholm        | Individuale (Mudan - Godan), a squadre   |
| 12       | 2005 | Italia      | Bologna          | Individuale (Mudan - Rokudan), a squadre |
| 13       | 2006 | Regno Unito | Brighton         | Individuale (Mudan - Rokudan), a squadre |
| 14       | 2007 | Francia     | Paris            | Individuale (Mudan - Rokudan), a squadre |
| 15       | 2008 | Svizzera    | Magglingen       | Individuale (Mudan - Rokudan), a squadre |
| 16       | 2009 | Paesi Bassi | Mierlo           | Individuale (Mudan - Rokudan), a squadre |
| 17       | 2010 | Francia     | Paris            | Individuale (Mudan - Rokudan), a squadre |
| 18       | 2011 | Andorra     | Andorra La Vella | Individuale (Mudan - Rokudan), a squadre |
| 19       | 2012 | Regno Unito | Stevenage        | Individuale (Mudan - Rokudan), a squadre |
| 20       | 2013 | Francia     | Montpellier      | Individuale (Mudan - Rokudan), a squadre |
| 21       | 2014 | Finlandia   | Helsinki         | Individuale (Mudan - Rokudan), a squadre |
| 22       | 2015 | Germania    | Berlin           | Individuale (Mudan - Rokudan), a squadre |
| 23       | 2016 | Ungheria    | Budapest         | Individuale (Mudan - Rokudan), a squadre |
| 24       | 2017 | Italia      | Torino           | Individuale (Mudan - Rokudan), a squadre |
| 25       | 2018 | Polonia     | Zawiercie        | Individuale (Mudan - Rokudan), a squadre |
| 26       | 2019 | Grecia      | Athens           | Individuale (Mudan - Rokudan), a squadre |
| 27       | 2020 | Serbia      | Belgrade         | CANCELLATO                               |
| 28       | 2021 | Serbia      | Belgrade         | CANCELLATO                               |
| 29       | 2022 | Italia      | Modena           | Individuale (Mudan - Rokudan), a squadre |
| 30       | 2023 | Germania    | München          | Individuale (Mudan - Rokudan), a squadre |

### European Jodo Championships
Gli European Jodo Championships (EJC) si svolgono ogni anno a partire dal 2002.
| Ediz. N. | Anno | Nazione     | Città      | Competizioni                             |
| -------- | ---- | ----------- | ---------- | ---------------------------------------- |
| 1        | 2002 | Paesi Bassi | Papendaal  | Individuale (Mudan - Godan), a squadre   |
| 2        | 2003 | Francia     | Paris      | Individuale (Mudan - Godan), a squadre   |
| 3        | 2004 | Svezia      | Stockholm  | Individuale (Mudan - Godan), a squadre   |
| 4        | 2005 | Italia      | Bologna    | Individuale (Mudan - Godan), a squadre   |
| 5        | 2006 | Regno Unito | Brighton   | Individuale (Mudan - Godan), a squadre   |
| 6        | 2007 | Francia     | Paris      | Individuale (Mudan - Godan), a squadre   |
| 7        | 2008 | Svizzera    | Magglingen | Individuale (Mudan - Godan), a squadre   |
| 8        | 2009 | Paesi Bassi | Mierlo     | Individuale (Mudan - Godan), a squadre   |
| 9        | 2010 | Belgio      | Brussels   | Individuale (Mudan - Godan), a squadre   |
| 10       | 2011 | Regno Unito | Stevenage  | Individuale (Mudan - Rokudan), a squadre |
| 11       | 2012 | Belgio      | Brussels   | Individuale (Mudan - Godan), a squadre   |
| 12       | 2013 | Austria     | Linz       | Individuale (Mudan - Godan), a squadre   |
| 13       | 2014 | Italia      | Torino     | Individuale (Mudan - Godan), a squadre   |
| 14       | 2015 | Svezia      | Falkenberg | Individuale (Mudan - Godan), a squadre   |
| 15       | 2016 | Svizzera    | Magglingen | Individuale (Mudan - Godan), a squadre   |
| 16       | 2017 | Germania    | Heidelberg | Individuale (Mudan - Godan), a squadre   |
| 17       | 2018 | Ungheria    | Budapest   | Individuale (Mudan - Godan), a squadre   |
| 18       | 2019 | Polonia     | Zawiercie  | Individuale (Mudan - Godan), a squadre   |
| 19       | 2021 | Regno Unito | Stevenage  | CANCELLATO                               |
| 19       | 2022 | Regno Unito | Stevenage  | Individuale (Mudan - Godan), a squadre   |
| 20       | 2023 | Svizzera    | Magglingen | Individuale (Mudan - Godan), a squadre   |